# Ben Foden
Benjamin James Foden (Chester, 22 luglio 1985) è un rugbista a 15 britannico, internazionale per l'Inghilterra, di ruolo centro, dal 2018 utility back del club statunitense di Major League Rugby del New York.

## Biografia
In gioventù dedito, oltre che al rugby, anche alla musica, tanto da aver suonato in una band con cui autoprodusse due CD, si guadagnò il soprannome di Pop Idol quando fu nota la sua intenzione di effettuare un provino presso l'omonimo talent-show britannico, poi non andata in porto in quanto si sarebbe svegliato troppo tardi la mattina dell'audizione per avere bevuto troppo la notte prima, anche se in realtà lo stesso Foden si rivela vago sull'origine di tale soprannome.
Originariamente al Sale Sharks nel ruolo di mediano di mischia fu trasformato dal tecnico francese del club Philippe Saint-André in estremo e in tale ruolo impiegato in via continuativa; con il club si laureò campione d'Inghilterra nel 2005-06.
Nel 2008 si trasferì al Northampton in seconda divisione, desideroso di tornare a giocare nel ruolo di mediano di mischia; tuttavia, anche nella sua nuova destinazione Foden continuò a essere schierato come estremo, tanto da accettare infine il suo nuovo ruolo.
L'esordio in Nazionale, nel corso del Sei Nazioni 2009 contro l'Italia, fu in effetti come mediano di mischia, ma già dal secondo incontro Foden fu schierato da estremo, ruolo tuttora ricoperto.
Vincitore del Sei Nazioni 2011, ha fatto parte anche della selezione inglese alla Coppa del Mondo di rugby 2011; a ottobre dello stesso anno ha prolungato il contratto fino a tutta la stagione 2013-14.
Nella vita privata Ben Foden è padre di due bambini nati dalla relazione con l'irlandese Una Healy, cantante del gruppo femminile The Saturdays. La coppia nata nel 2008 si è separata nel 2018, dopo 6 anni di matrimonio.

## Palmarès
- Premiership: 1
Sale Sharks: 2005-06
- Challenge Cup: 1
Northampton: 2008-09